# 静岡県道414号富士富士宮線

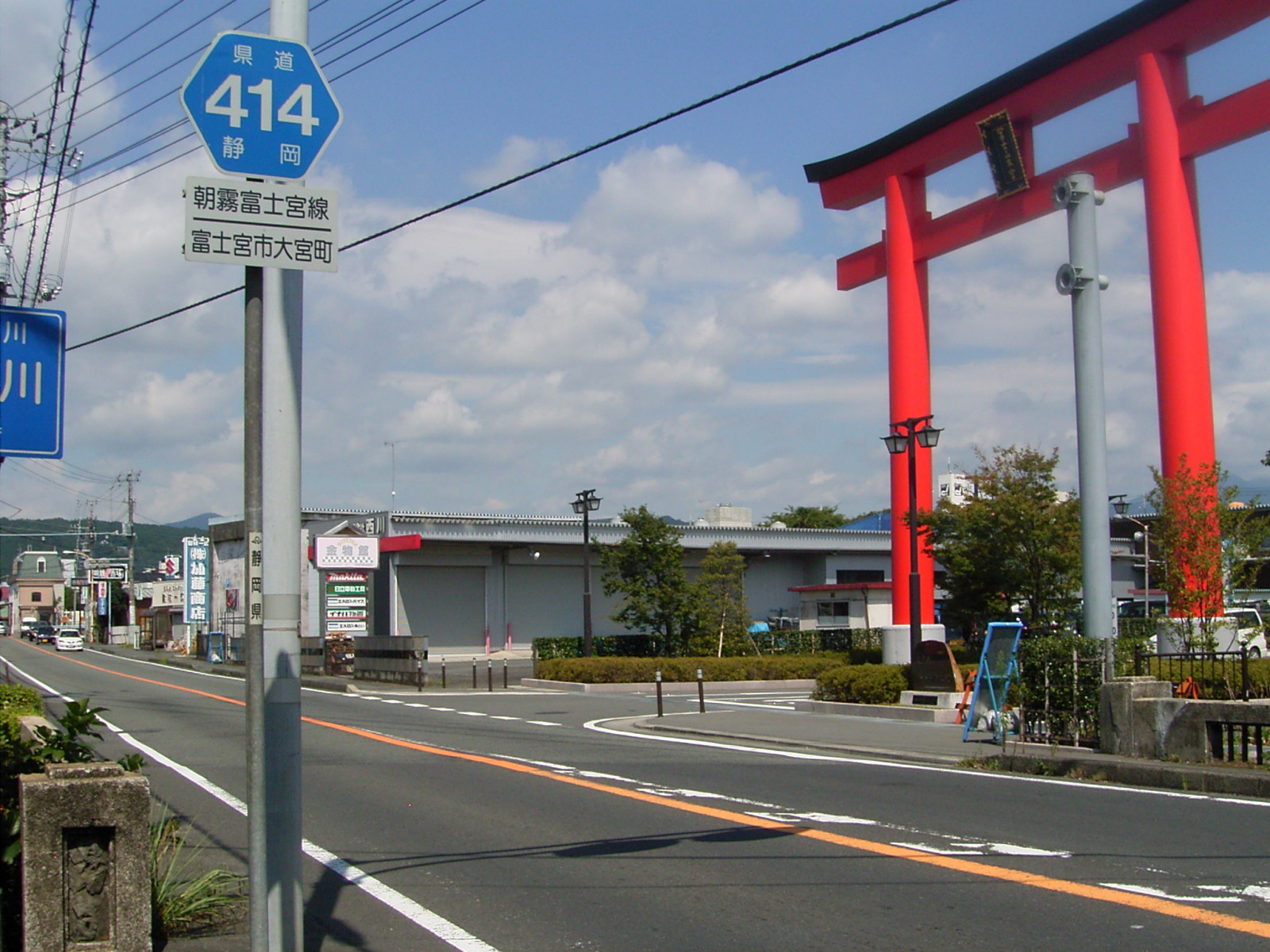
浅間大社の鳥居前を通る(2008/8)

静岡県道414号富士富士宮線（しずおかけんどう414ごう ふじふじのみやせん）は、静岡県富士市から富士宮市に至る一般県道である。

## 概要

### 路線データ
静岡県告示によると、次の区間が認定されている。
- 起点 - 富士市伝法字西平2518番の10（国道139号交点）
- 終点 - 富士宮市麓字朝霧504番の4地先（国道139号交点）
- 重要な経由地 - なし
- 延長 - 30,012.4メートル

## 歴史
この道路は、1953年（昭和28年）に国道139号として指定されたかつての国道である。バイパス道路として建設された富士宮道路が国道139号に指定された後に国道指定が解除され、静岡県に移管されて県道認定された。また、富士市･富士宮市では国道139号を「大月線」または｢大月街道｣と呼称されることがあり、旧道となった現在でも同名称で呼称されることもある。
国道139号西富士道路の現道区間（延長約7キロメートル）について、国土交通省から静岡県に移管するのに伴い、2015年（平成27年）4月1日、県道を廃止し、国から移管された部分を含めて県道としての認定がなされた。

## 路線状況

### 重複区間
- 静岡県道75号清水富士宮線 （富士宮市上井出）

## 地理

### 通過する自治体
- 静岡県
  - 富士市
  - 富士宮市

### 交差する道路
- 国道139号
- 国道469号
- 静岡県道72号富士白糸滝公園線
- 静岡県道181号富士停車場伝法線
- 静岡県道175号鷹岡富士停車場線
- 静岡県道88号一色久沢線
- 静岡県道397号富士根停車場線
- 静岡県道53号富士宮停車場線
- 静岡県道180号富士宮富士公園線
- 静岡県道76号富士富士宮由比線
- 静岡県道184号白糸富士宮線
- 静岡県道75号清水富士宮線
- 静岡県道71号富士宮鳴沢線
- 林道湯之奥猪之頭線（市道を挟む）